# Gay von Weissenberg
Gabriel (Gay) Karl Bernhard von Weissenberg, född 28 februari 1901 i Helsingfors, död där 1 oktober 1984, var en finländsk pedagog och ungdomsledare.
von Weissenberg blev filosofie magister 1931. Han gjorde en betydande insats inom ungdomsarbetet i Finland och som FN-expert i bland annat Egypten och Indien. Han var 1949–1951 tillförordnad och 1951–1969 ordinarie lektor i pedagogik vid medborgarhögskolan i Tammerfors. År 1966 publicerade han boken Askartelun teoria.
von Weissenberg erhöll skolråds titel 1966.